# Columbograma

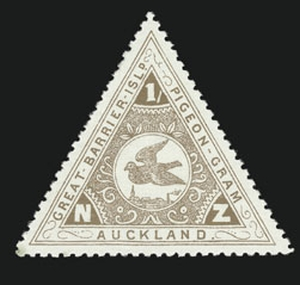
Segell emès pels columbogrames per la "Great Barrier Pigeongram Agency".

Un columbograma (anglès:  pigeongram ) és un missatge transportat per un colom missatger. Ja des de temps antics aquesta mena de comunicació va ser habitual per transmetre missatges urgents, sobretot a les tropes, i va arribar al punt àlgid d'utilització al segle xix, quan es va utilitzar entre la població civil, i fins i tot es van emetre segells específics per aquest tipus de correu. Des de la Segona Guerra Mundial, el columbograma entre civils va entrar en desús a causa de la modernització dels mitjans de comunicació, amb el temps va passar a utilitzar-se només en determinades unitats militars i quan durant un conflicte bèl·lic totes les altres formes de comunicació estaven compromeses. A Nova Zelanda, l'any 1897, es va establir The Great Barrier Pigeongram Service (Servei de columbogrames de Gran Barrera), per al transport de columbogrames entre Auckland i l'Illa Gran Barrera, distanciades uns 100 quilòmetres. L'any següent, el servei va emetre els seus propis segells.

## Història
Cap al 3000 aC, a Egipte utilitzaven coloms com correus, aprofitant una qualitat singular d'aquest ocell, que quan es porta lluny del niu és capaç de trobar el camí cap a casa a causa d'un sentit d'orientació especialment desenvolupat. Llavors es lligaven missatges al voltant de les potes del colom, que era alliberat i podia arribar al seu niu original. Al segle xix els coloms homing eren molt utilitzats per a les comunicacions militars.
L'afició de fer volar coloms missatgers estava consolidada ja fa 3000 anys. Es van utilitzar per proclamar el guanyador dels Jocs Olímpics Antics. Els coloms missatgers es van fer servir ja el 1150 a Bagdad i també posteriorment per Genguis Kan. El 1167 Sultan havia establert un servei regular entre Bagdad i Síria  Nur ad-Din. A Damiata, a la desembocadura del Nil, el viatger Pedro Tafur va veure coloms portadors per primera vegada, el 1436, tot i que va imaginar que els ocells feien anades i tornades. La República de Gènova va equipar el seu sistema de torres de vigilància al mar Mediterrani amb pals de colom. Tipu Sultan de  Mysore (1750-1799) també va utilitzar coloms missatgers; van tornar a la mesquita Jamia Masjid a Srirangapatna, que era el seu quarter general. Els forats de coloms es poden veure als minarets de la mesquita fins avui.
El 1818, va tenir lloc a Brussel·les una gran cursa de coloms anomenada "Cannonball Run". El 1860, Paul Reuter, que més tard va fundar Reuters agència de premsa, va utilitzar una flota de més de 45 coloms per lliurar notícies i preus de les accions entre Brussel·les i Aquisgrà, el terminal de les primeres línies de telègrafs. Sovint es va afirmar que el resultat de la batalla de Waterloo de 1815 va ser lliurat a Londres per un colom, però no hi ha proves, i és molt poc probable; la publicació del colom era rara fins a la dècada de 1820. Durant la La guerra francoprussiana es va fer servir coloms per transportar correu entre París assetjada i el territori francès desocupat. El desembre de 1870, un colom que portava microfilms va trigar deu hores a volar de Perpinyà a Brussel·les.
Històricament, els coloms només portaven missatges a casa. S'havien de transportar manualment abans d'un altre vol. No obstant això, en col·locar el menjar en un lloc i la seva llar en un altre lloc, els coloms han estat entrenats per volar d'anada i tornada fins a dues vegades al dia de manera fiable, cobrint vols d'anada i tornada de fins a 160 km (100mi) La seva fiabilitat s'ha prestat a l'ús ocasional en rutes de correu, com ara  Great Barrier Pigeongram Service establert entre Auckland, Nova Zelanda, suburbi de  Newton i Great Barrier Island el novembre de 1897, possiblement el primer servei correu aeri habitual del món. Els primers segells de "correu aeri" del món es van emetre per al Great Barrier Pigeon-Gram Service del 1898 al 1908.
Al segle XXI alguns coloms homing encara eren emprats per certs departaments de policia remots de l'estat de Odisha a l'est de l'Índia per proporcionar serveis de comunicació d'emergència després dels desastres naturals s. El març de 2002, es va anunciar que el sistema de missatgeria del Servei de Coloms de la Policia de l'Índia a Odisha s'havia de retirar, a causa de l'ús ampliat de Internet. Els talibans van prohibir el manteniment o l'ús de coloms a casa a Afganistan. Fins al dia d'avui, els coloms participen en competicions.